# Luigi Tarantino
Luigi Tarantino (Napoli, 10 novembre 1972) è un maestro di scherma ed ex schermidore italiano, specializzato nella sciabola.

## Palmarès

### Risultati élite
In carriera ha ottenuto i seguenti risultati:
Giochi olimpici
Individuale
A squadre
- Argento nella sciabola ad Atene 2004
- Bronzo nella sciabola ad Atlanta 1996
- Bronzo nella sciabola a Pechino 2008
- Bronzo nella sciabola a Londra 2012

Mondiali
Individuale
- Oro nella sciabola a La Chaux de Fonds 1998
- Argento nella sciabola a Città del Capo 1997
- Bronzo nella sciabola a L'Aia 1995
- Bronzo nella sciabola a Seul 1999
- Bronzo nella sciabola a Lisbona 2002
- Bronzo nella sciabola ad Antalia 2009
- Bronzo nella sciabola a Catania 2011

A squadre
- Oro nella sciabola a L'Aia 1995
- Argento nella sciabola a Lisbona 2002
- Argento nella sciabola a Lipsia 2005
- Argento nella sciabola ad Antalia 2009
- Argento nella sciabola a Parigi 2010
- Bronzo nella sciabola a San Pietroburgo 2007
- Bronzo nella sciabola a Catania 2011

Europei
Individuale
- Argento nella sciabola a Plovdiv 1998
- Argento nella sciabola a Bolzano 1999
- Bronzo nella sciabola a Limoges 1996
- Bronzo nella sciabola a Bourges 2003

A squadre
- Oro nella sciabola a Plovdiv 2009
- Oro nella sciabola a Lipsia 2010
- Oro nella sciabola a Sheffield 2011
- Argento nella sciabola a Plovdiv 1998
- Argento nella sciabola a Mosca 2002
- Argento nella sciabola a Bourges 2003
- Bronzo nella sciabola a Lisbona 1992
- Bronzo nella sciabola a Cracovia 1994
- Bronzo nella sciabola a Bolzano 1999

Giochi del Mediterraneo
Individuale
- Argento nella sciabola ad Almería 2005

Universiadi
Individuale
- Argento nella sciabola a Sicilia 1997

A squadre
- Oro nella sciabola a Buffalo 1993
- Oro nella sciabola a Sicilia 1997

Coppa del Mondo
Individuale
- nella classifica generale della sciabola 1997-98
- nella classifica generale della sciabola 2007-08

A squadre
- nella classifica generale della sciabola 2004-05
- nella classifica generale della sciabola 2008-09
- nella classifica generale della sciabola 2009-10
- nella classifica generale della sciabola 2001-02
- nella classifica generale della sciabola 2003-04
- nella classifica generale della sciabola 2010-11
- nella classifica generale della sciabola 2007-08

Campionati italiani
Individuale
- Oro nella sciabola nel 1994
- Oro nella sciabola a Bari 1998
- Oro nella sciabola a Padova 2004
- Oro nella sciabola a Torino 2006
- Oro nella sciabola a Jesi 2008
- Oro nella sciabola a Tivoli 2009
- Argento nella sciabola a Livorno 2001
- Argento nella sciabola a Roma 2003
- Bronzo nella sciabola a Conegliano Veneto 2002

A squadre
- Oro nella sciabola a Conegliano Veneto 2002
- Oro nella sciabola a Roma 2003
- Oro nella sciabola a Padova 2004
- Oro nella sciabola a Udine 2005
- Oro nella sciabola a Torino 2006
- Oro nella sciabola a Napoli 2007
- Oro nella sciabola a Jesi 2008
- Oro nella sciabola a Tivoli 2009
- Argento nella sciabola a Livorno 2001

### Risultati giovani
Mondiali giovanili
Individuale
- Bronzo nella sciabola a Genova 1992

A squadre
Coppa del mondo giovani
Individuale
- nella classifica generale della sciabola 1997-98
- nella classifica generale della sciabola 1998-99

A squadre